# Jaśkiewicze (rejon grodzieński)
Jaśkiewicze (biał. Яскевічы, ros. Яскевичи) – wieś na Białorusi, w obwodzie grodzieńskim, w rejonie grodzieńskim, w sielsowiecie Indura.
W dwudziestoleciu międzywojennym wieś leżała w Polsce, w województwie białostockim, w powiecie grodzieńskim, w gminie Indura.
Według Powszechnego Spisu Ludności z 1921 roku wieś zamieszkiwało 326 osób, 325 było wyznania rzymskokatolickiego a 1 prawosławnego. Jednocześnie 325 mieszkańców zadeklarowało polską przynależność narodową a 1 białoruską. Było tu 46 budynków mieszkalnych.
Miejscowość należała do parafii rzymskokatolickiej i prawosławnej w Indurze.
Podlegała pod Sąd Grodzki w Indurze i Okręgowy w Grodnie; właściwy urząd pocztowy mieścił się w Indurze.